# Sakhnovchtchyna
Sakhnovchtchyna (ukrainien : Сахновщина) est une commune urbaine de l'oblast de Kharkiv, en Ukraine. Elle dépend administrativement du raïon de Berestyn (anciennement  	Krasnohrad), et compte 7 010 habitants en 2021.

## Géographie
Localisée dans la partie sud de l'oblast de Kharkiv, la commune est assise au bord de la rivière Koutsenka, petit affluent de la rivière Oril, sur la rive gauche du fleuve Dniepr. Elle se trouve à 96 kilomètres au sud-sud-ouest de la ville de Kharkiv.